# Janusz z Uppsali
Janusz z Uppsali, również Jan Polak herbu Pelikan (zm. 8 września 1297 w Anagni) – polski dominikanin, misjonarz, arcybiskup Uppsali oraz prymas Szwecji, błogosławiony Kościoła katolickiego.

## Żywot
Janusz, znany także pod imieniem Jan Polak pochodził z rycerskiej rodziny herbu Pelikan. Pod wpływem postaci późniejszego świętego – Jacka Odrowąża przywdział habit dominikański, stając się tym samym jednym z najbliższych współpracowników tegoż charyzmatycznego dominikanina ze Śląska. Jacek widząc zapał młodego towarzysza wybrał go jako jednego z krzewicieli dominikańskiego zakonu. Janusz wyjechał do Szwecji, gdzie w mieście Uppsala ewangelizował tamtejszą ludność. Jako jeden z pierwszych ze swego zakonu przyjął godność biskupią obejmując biskupstwo Aboeńskie. Obowiązki duszpasterskie miał wykonywać starannie i troskliwie, przez co zyskał sobie sympatię i poważanie wiernych. Po śmierci biskupa Farlera za zgodą i pożądaniem ludności, a także za przyzwoleniem królewskim został arcybiskupem Uppsali i pierwszym Prymasem Szwecji.
W czasie jego pobytu w Szwecji wybudowano wiele kościołów, a wspólnota dominikańska znacznie się rozwinęła. Błogosławiony Janusz pod koniec życia udał się w podróż do Francji, po drodze zatrzymując się w mieście Anagni, gdzie miał odebrać paliusz od papieża. Tam zmęczony długą podróżą i trudem misyjnym, prawdopodobnie będąc już w sile wieku, zmarł 8 września 1297 roku. Jego relikwie przeniesiono do Szwecji, gdzie spoczęły w klasztornym grobie, który jednak został zniszczony kilkaset lat później w wyniku reformacji. Po jego śmierci natychmiast zrodził się kult, a przy jego grobie miały dziać się liczne cuda i niewytłumaczalne zjawiska.